# Hanuj
A Hanuj (mongol nyelven Хануй гол) folyó Mongólia központi részén, Észak-Hangáj tartományban. A Szelenga jobb oldali mellékfolyója.

## Földrajz
Hossza: 421 km, vízgyűjtő területe mintegy 14 600 km², vízhozama 16 m³/s.
A Hangáj-hegység északkeleti oldalán ered és északkeleti irányba átszeli az egész Észak-Hangáj tartományt. Alsó folyásán átér Bulgan tartományba, ott ömlik a Szelengába. Kezdetben hegyek között, lejjebb dombvidéken, széles völgyben halad. Tavaszi-nyári árvize van, egyébként sekély folyó. Télen gyakorta fenékig befagy.
Középső folyása mentén fekszik Erdenemandal járás székhelye, Uldzít
Jelentősebb jobb oldali mellékfolyója a Hangáj előhegyeiben eredő Hunuj (Хунуй, 120 km).